# 헤이송
헤이송(黑松, 흑송)은 타이완의 음료 제조회사이다. "헤이송 치수이(黑松汽水)"라는 탄산수와, "헤이송 샤스(黑松沙士, 흑송사사)"라는 루트 비어가 유명하다.

## 주요 생산 브랜드
- 탄산음료
  - 헤이송 치수이(黑松汽水, 헤이송 사이다, 흑송 기수, 흑송 사이다)
  - 헤이송 샤스
  - 헤이송 거러 (黑松可樂, 헤이송 콜라, 흑송 가락, 흑송 콜라)
- 캔커피
  - 韋恩珈琲
  - 畢德麥亞咖啡
  - 歐香咖啡

## 같이 보기
- 대만의 기업 목록